# Socialburn
Socialburn är ett amerikanskt postgrungeband.
Socialburn bildades i mitten av 1990-talet i Blountstown, Florida av Neil Alday (sång, gitarr), Dusty Price (basgitarr) och Brandon Bittner (trummor). De albumdebuterade 2000 med What a Beautiful Waste, på eget bolag. Vid det laget hade även gitarristen Chris Cobb anslutit sig. Efter ytterligare ett självutgivet album, World Outside 2001, fick de kontrakt med skivbolaget Elektra Records, för vilka de debuterade 2003 med Where You Are. Deras senaste album, The Beauty of Letting Go, släpptes 2005.

## Medlemmar
Senaste medlemmar
- Neil Alday – sång, gitarr (2000–2007)
- Chris Cobb – gitarr (2000–2007)
- Dusty Price – basgitarr, bakgrundssång (2000–2007)
- Syrus Peters – trummor (2005–2006)

Tidigare medlemmar
- Brandon Bittner – trummor (2000–2005)

## Diskografi
Studioalbum
- 2000 – What a Beautiful Waste
- 2001 – World Outside
- 2003 – Where You Are
- 2005 – The Beauty of Letting Go

Singlar
- 2003 – "Down"
- 2003 – "Everyone"